# Ilha Cornwallis
A ilha Cornwallis é uma ilha do Arquipélago Ártico Canadiano. Administrativamente, pertence à região de Qikiqtaaluk do território autónomo de Nunavut, Canadá.

## Geografia

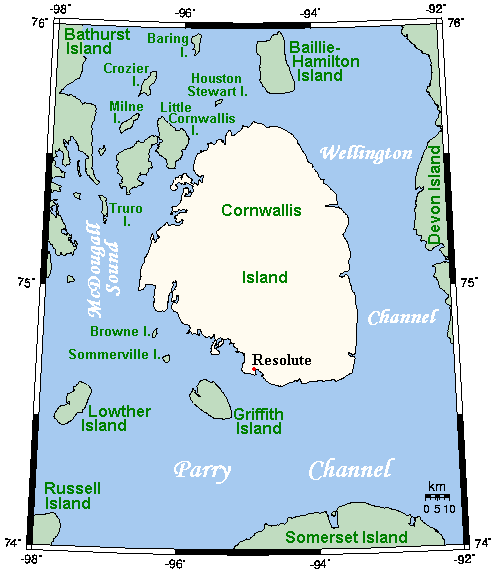
Mapa da ilha Cornwallis.

A Ilha Cornwallis é uma ilha do arquipélago das ilhas da Rainha Isabel. Fica a norte do trecho final do Lancaster Sound, a oeste da ilha Devon — da qual a separam as águas do canal Wellington, de 28 km de largura — e a leste da ilha Bathurst — separada pelo McDougall Sound, de também 28 km de largura —. Do outro lado do canal de Parry  encontram-se, a sul a ilha Somerset (a c. 54 km), e a sudoeste a ilha do Príncipe de Gales, a 110 km.
A ilha tem uma forma arredondada, com comprimento máximo na direcção S-N de 115 km e largura máxima de cerca de 95 km. Com área de 6995 km², é a 8.ª maior ilha do arquipélago, a 21.ª do Canadá e a 96.ª do mundo.
Perto da ilha há muitas ilhas menores: frente à costa ocidental, no McDougall Sound, a ilha Truro, ilha Cornwallis Pequena, ilha Mine, ilha Crozier, ilha Baring, ilha Houston Stewart e ilha Baillie-Hamilton. No meio do canal de Parry, frente às costas meridionais, ficam a ilha Griffith e a ilha Lowther.
A ilha Cornwallis é em geral plana, embora haja importantes falésias na costa oriental (400 m). A superfície da ilha é uma mistura de rochas cobertas por permafrost.
A ilha é habitada, sendo o único povoado Resolute (Qausuittuq), na costa meridional, a segunda comunidade mais setentrional do Canadá. Dispõe de aeroporto, que serve de centro de comunicações para as ilhas árticas centrais de Nunavut.
Cape Airy está localizada em sua extremidade sudoeste.

## História

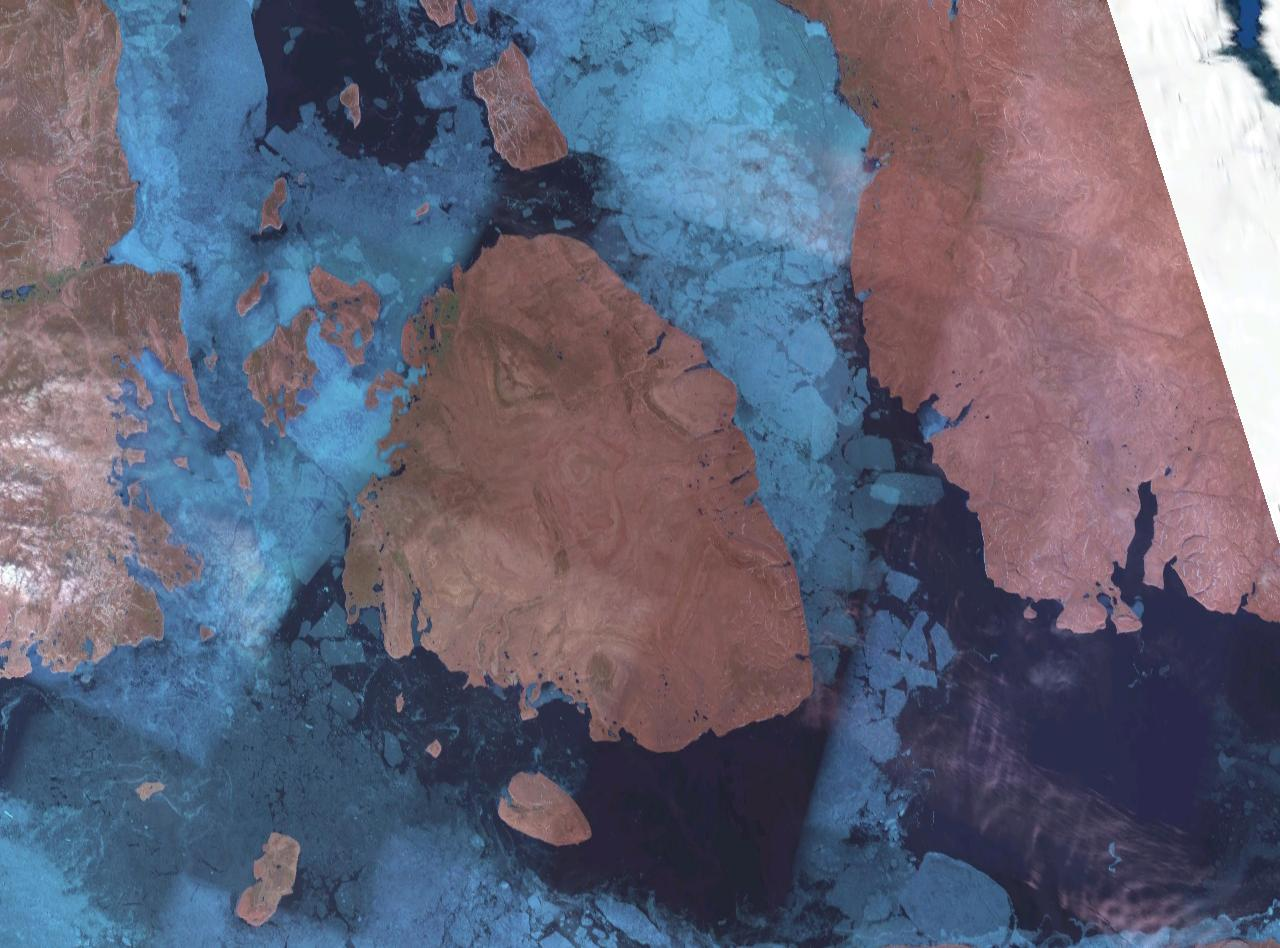
Imagem de satélite da Ilha Cornwallis.

A descoberta de Cornwallis está ligada à ilha de Melville: a ilha de Melville foi visitada pela primeira vez pelo explorador britânico e capitão da Royal Navy, William Edward Parry, na sua segunda expedição de 1819-20 ao Ártico em busca da Passagem do Noroeste. Parry, que já tinha estado no Ártico com John Ross, conseguiu o comando de uma nova expedição formada por dois navios, o HMS Hecla, de 375 ton., a seu comando, e o HMS Griper, de 180 toneladas, sob comando do tenente Liddon. Partiram de Inglaterra em maio de 1819 e em 4 de agosto chegaram ao Lancaster Sound. Como esta zona estava livre de gelo permitiu-lhes avançar rapidamente para oeste.
Nessa travessia descobriram muitas ilhas totalmente desconhecidas no arquipélago que durante muito tempo se chamou "Arquipélago Parry" (e que desde 1953 se chama Ilhas da Rainha Isabel), entre elas Cornwallis, denominada assim por Parry em reconhecimento do almirante William Cornwallis, da Royal Navy.